# Ewald von Kleist
Paul Ludwig Ewald von Kleist, nemški feldmaršal, * 8. avgust 1881, Braunfels, † 1954, Vladimir, Rusija, Sovjetska zveza.
von Kleist je stopil na pot vojaške kariere v letu 1900 in se je kasneje boril v obeh svetovnih vojnah. V prvi svetovni vojni si je že zgodaj prislužil železna križca obeh stopenj in je postal poveljnik polka. Znan je postal v drugi svetovni vojni kot poveljnik večjih tankovskih in motoriziranih enot. Leta 1940 v Bitki za Francijo se je ena glavnih nemških udarnih enot imenovala po njem, to je bila Panzergruppe von Kleist, ki je bila sestavljena iz dveh motoriziranih korpusov in jo je vodil von Kleist. Naslednje leto je poveljeval 1. tankovski skupini pri napadu na Sovjetsko zvezo, Operacija Barbarossa. Še pred koncem leta 1941 so njegovo skupino preimenovali v tankovsko armado in Kleist jo je vodil tudi v letu 1942 pri njenem prodoru vse do Kavkaza. Konec leta 1942 je postal poveljnik Armadne skupine A, naslednje leto pa je pridobil najvišji možni čin, ko ga je Adolf Hitler povišal v Maršala. Spomladi 1944 je bil zaradi neuspehov pri bojih z Sovjeti odstavljen in ni več pridobil nobenega položaja ker je padel pri Hitlerju v nemilost. Po vojni so ga izročili najprej Jugoslaviji, nato pa še Sovjetski zvezi, kjer so ga obsodili zaradi brezobzirnega vojskovanja. Leta 1954 je umrl v sovjetskem ujetništvu.